# Bob Kerrey
Joseph Robert Kerrey dit Bob Kerrey, né le 27 août 1943 à Lincoln (Nebraska), est un homme politique américain membre du Parti démocrate. Il est le 35e gouverneur du Nebraska entre 1983 et 1987, puis sénateur de l'État au Congrès des États-Unis de 1989 à 2001.

## Biographie
Lieutenant dans les Navy Seals durant la guerre du Viêt Nam, il est décoré de la Bronze Star en 1969 pour avoir tué avec sa troupe 20 personnes présentées comme des guérilleros communistes. En 2001, le New York Times révèle qu'il s'agissait de paysans, dont une majorité de femmes et d’enfants, exécutés pour s'assurer de leur silence au cours d'une opération.
En 1982, il est élu gouverneur du Nebraska, et réélu deux ans plus tard. En  1988, il est élu sénateur fédéral et effectue deux mandats au Congrès avant de se représenter en 2012 ; il est alors battu par Deb Fischer. Il a été candidat à la primaire démocrate de 1992, durant laquelle il a dû s’effacer au profit de Bill Clinton.
En mai 2016, lors de sa visite au Viêt Nam, s'inscrivant dans un processus de réconciliation, Barack Obama a annoncé l’ouverture prochaine à Hô-Chi-Minh-Ville de la première université privée américaine, l’université Fulbright-Vietnam et la nomination de Bob Kerrey à sa tête, créant une polémique au Viêt Nam. 
Le 